# Мийсамяе
Мийсамяе (ест. Mõisamäe) — село в Естонії, входить до складу волості Виру, повіту Вирумаа.